# مارغريت فريك كرامر
كانت مارغريت «ميغي» فريك كرامر (28 ديسمبر 1887، جنيف - 22 أكتوبر 1963، جنيف)، اسمها عند الولادة رينيه مارغريت كرامر، باحثة قانونية سويسرية ومؤرخة وناشطة في المجال الإنساني. وهي أول امرأة تحتل مقعدًا في مجلس إدارة منظمة دولية، عندما أصبحت عضوًا في مجلس إدارة اللجنة الدولية للصليب الأحمر عام 1918.
وأصبحت عام 1910 ثالث امرأة في سويسرا تحصل على ترخيص للعمل في المحاماة. وكانت في عام 1917 أول امرأة تُندب إلى اللجنة الدولية للصليب الأحمر، وأول امرأة عضو في مجلس إدارتها عام 1918. وكانت بالتزامن مع ذلك أول مؤرخة تشغل منصب أستاذ مساعد في سويسرا. وكانت فريك كرامر أثناء إعداد القانون الدولي الإنساني رائدة في مجال المساواة بين الجنسين، بصفتها أول امرأة تشارك في صياغة اتفاقية جنيف عام 1929.
وخلال عهد النازية في ألمانيا، خاصة أثناء الحرب العالمية الثانية، أصبحت مدافعة بارزة داخل قيادة اللجنة الدولية للصليب الأحمر، فشجبت علنًا أنظمة ألمانيا النازية الخاصة بمعسكرات الاعتقال والإبادة.

## السيرة الذاتية

### تاريخها العائلي وتعليمها وبدايات مسيرتها المهنية
حصلت عائلة كرامر على جنسية جمهورية جنيف في عام 1668، لكن أصلها من جهة الأب يعود على الأرجح إلى ما يُعرف اليوم بألمانيا. وكان والدها، لويس كرامر، مخرجًا مسرحيًا، وأصبح أيضًا رئيس المحكمة الكنسية الكالفينية للكنيسة البروتستانتية في جنيف. وتنحدر والدتها، أوجيني ليوني ميتشيلي، من عائلة أشرافٍ أخرى رسخت وجودها في جنيف قبل فترة وجيزة من عائلة كرامر. وأصبح لويس ميتشيلي، جد كرامر لأمها (1836 - 1888)، والذي كان عالمًا زراعيًا ثريًا وسيد مزرعة، عضوًا في اللجنة الدولية للصليب الأحمر عام 1869، بعد ست سنوات فقط على تأسيسها، وشغل منصب نائب الرئيس فيها منذ عام 1876 حتى وفاته. وبعد فقدان السيطرة على المكاتب العامة الرئيسية في جنيف، التفتت طبقته من الأشراف إلى الأنشطة المصرفية والخيرية في نهاية القرن التاسع عشر.
درست كرامر القانون في جنيف وباريس، فتخرجت من جامعة جنيف عام 1910. وفي منتصف العقد الأول من القرن العشرين، أصبحت ثالث امرأة في سويسرا تحصل على ترخيص للعمل كمحامية. بيد أنها لم تمارس هذه المهنة، بل حولت اهتمامها إلى إجراء أبحاث في القانون الدستوري وتاريخ سويسرا، فحازت على الدكتوراه في هذا المجال. ونشرت كرامر عددًا من الأعمال حول مبدأ الجنسية، ومحاكمة الأحداث، وجوانب مختلفة من تاريخ جنيف، وحازت بفضلهم على جائزة أدور المرموقة في عامي 1911 و1913. وكان كتاب جنيف والسويسريون أشهر كتبها، ونُشر في 1914 إحياءً للذكرى المئوية لانضمام جنيف إلى الاتحاد السويسري. وكان تحت إشراف البروفيسور شارل بورجو، أحدُ أقربائها.

### الحرب العالمية الأولى
وفي عام 1914، بعد فترة وجيزة من اندلاع الحرب العالمية الأولى، أنشأت اللجنة الدولية للصليب الأحمر، بقيادة رئيسها غوستاف أدور، الوكالة الدولية لأسرى الحرب بهدف اقتفاء أثر أسرى الحرب وفتح قناة اتصال مع عائلات كل منهم.
وبحلول نهاية العام نفسه، كان لدى الوكالة نحو 1,200 متطوع عملوا في متحف رات، ومعظمهم من النساء. كانت كرامر معنية بالوكالة منذ تأسيسها وبالتالي فإنها اتبعت التقليد العائلي الذي أرساه جدها لويس ميتشيلي الذي كان من الأعضاء الأوائل في اللجنة الدولية للصليب الأحمر، فقد عمل خالها هوراس ميتشيلي وثلاثة من أقربائها أيضًا - لوسيان كرامر، وموريس ألكساندر «أليك» كرامر، وجاك بارتيليمي ميتشيلي - في الوكالة الدولية لأسرى الحرب. وانطبق الشيء ذاته على أحد أقربائها، غيوم بيكتيت، الذي ينحدر من أقدم عائلة في جنيف. وسرعان ما شاركت في إدارة قسم الحلفاء مع الكاتب جاك شينفييه، الذي كتب في مذكراته أن «قدرة كرامر التنظيمية صنعت المعجزات».
ووفقًا لمؤرخ اللجنة الدولية للصليب الأحمر دانييل بالميري، فقد كانت كرامر وراء فكرة التعامل مع البيانات الضخمة حول المصائر الفردية من خلال تقديم نظام يحوي بطاقات فهرسة مرتبطة بقوائم مبوبة.
جمعت كرامر التبرعات أيضًا للوكالة التي كانت تعاني من نقص في التمويل: ففي ربيع عام 1916 قدمت مسرحية مع عدد من الزملاء بعنوان لو شاتو إيستوريك! («القصر التاريخي!»)، عملٌ كوميدي من ثلاثة فصول لألكسندر بيسون وجوليان بير دو توريك. لعبت كرامر دور البطلة مارغريت بودوان. وحصد العرض نحو 3,000 فرنك سويسري.
وفي ديسمبر 1916، ذهبت كرامر وزميلتها مارغريت فان بيركم إلى فرانكفورت لإقناع الصليب الأحمر المحلي بالتوقف عن العمل المنفذ أساسًا في جنيف.

أصبحت كرامر رسميًا، بين مارس وأبريل 1917، أول مندوبة امرأة إلى اللجنة الدولية للصليب الأحمر عندما أُرسلت في مهمة إلى برلين وكوبنهاغن وستوكهولم. وفي أكتوبر من العام نفسه، أوفدت إلى باريس في مهمة أخرى، وشاركت في ديسمبر في المؤتمرات الفرنسية الألمانية التي نظمتها اللجنة الدولية للصليب الأحمر في برن بناءً على طلب الحكومة السويسرية من أجل التفاوض على إعادة أسرى الحرب إلى أوطانهم. وفي العام ذاته أيضًا، مُنحت اللجنة الدولية جائزة نوبل للسلام، وكانت جائزتها الأولى - والجائزة الوحيدة التي مُنحت خلال سنوات الحرب - ويمكن القول إن لكرامر فضلٌ في ذلك. ولم تكن كرامر حينها راضية عن بعض البنى الداخلية في اللجنة الدولية للصليب الأحمر:
«في مارس 1918، أعلنت رينيه مارغريت أنها ستستقيل من الوكالة. وعندما غيرت رأيها في النهاية، أصرت على أن تشكل اللجنة الدولية للصليب الأحمر بعثات دائمة في مختلف البلدان المتحاربة والسماح لرؤساء أقسام الوكالة بالمشاركة في اجتماعات اللجنة».
وفي يونيو 1918، أوصى عالم المصريات إدوارد نافيل - الذي كان رئيس اللجنة الدولية بالنيابة، منذ انتخاب غوستاف أدور إلى المجلس الفيدرالي السويسري في عام 1917 - بتعيين كرامر عضوًا في اللجنة، والتي كانت في ذلك الوقت مقتصرة على الرجال فقط. وأشار نافيل، الذي ينحدر من ثاني أقدم عائلة في جنيف، إلى «مؤهلاتها وفضلها»، وشدد كذلك على أن وجود المرأة «من شأنه أن يكرم ويعزز» اللجنة.
ومع ذلك، فقد تأخر ترشيحها بسبب التوترات الناشئة بين اللجنة الدولية للصليب الأحمر وبعض جمعيات الصليب الأحمر الوطنية: وكان أولها بشأن سياسة اللجنة المتمثلة في تجنيد المواطنين السويسريين فقط - وبشكل أساسي من عائلات الأشراف في جنيف. ومن ناحية ثانية، نشأت توترات ملموسة بين كرامر ومندوبين من الولايات المتحدة الأمريكية في عام 1917. وتمحورت حول قضية تشكيل الصليب الأحمر الأمريكي لوكالة أسرى الحرب الأمريكيين في برن، مما جعل كرامر قلقة بشأن تشتت المعلومات الهامة.

### بين الحربين العالميتين
عرضت جامعة جنيف على كرامر عام 1918 منصب أستاذ مساعد، لتحل محل مشرفها السابق شارل بورجو، ولتدريس تاريخ جنيف. إذ كان بورجو مشغولًا بالعمل على تقرير بشأن الحياد السويسري، قدمته الحكومة السويسرية إلى المؤتمر المنعقد حول معاهدة فرساي. لم تدم مسيرتها الأكاديمية طويلًا، وتولت مسؤوليات جديدة في اللجنة الدولية للصليب الأحمر بعد إنهائها الفصل الدراسي الأول بصفة محاضرة.
وفي 27 نوفمبر 1918، بعد أسبوعين ونصف على نهاية الحرب، اختيرت كرامر إلى عضوية اللجنة الدولية للصليب الأحمر. وعلى الرغم من التردد الذي شعر به بعض أعضائها في السماح لامرأةٍ بالانضمام إلى صفوفها، فقد أدركت اللجنة أن مثل هذا التغيير سيكون حتميًا، ويعود السبب الأكبر في ذلك إلى أن الحرب قد غيّرت تصور الأفراد تجاه المساواة بين الجنسين تغييرًا بالغًا. ونتيجة لذلك، أصبحت كرامر أول امرأة تحتل مقعدًا في الهيئة الإدارية لأي منظمة دولية، قبل أكثر من خمسين عامًا على إدخال حق المرأة في الاقتراع في سويسرا.
وعندما اجتمع ممثلون عن الجمعيات الوطنية للصليب الأحمر التابعة للحلفاء/دول الوفاق في كان وباريس من أجل تأسيس رابطة جمعيات الصليب الأحمر، أرسلت اللجنة كرامر للانضمام إلى المفاوضات.
وفي عام 1920، تزوجت كرامر من إدوارد أوغست فريك، مواطنٌ سويسري ولد في سانت بطرسبرغ وعمل مندوبًا عامًا للجنة الدولية للصليب الأحمر في أوروبا الشرقية، وخصوصًا أثناء الثورة الروسية، وكان لاحقًا نائب فريتوف نانسين عندما أصبح المفوض السامي لشؤون اللاجئين في عصبة الأمم. كان تعامل كرامر وفريك مع بعضهما البعض قائم على أساس مهني قبل زواجهما.
انتقلت فريك كرامر إلى ألمانيا واستقالت من عضويتها في اللجنة الدولية للصليب الأحمر في ديسمبر 1922، عندما أدركت أنها لا تستطيع متابعة شؤون اللجنة كما ينبغي من هذه المسافة. وخلفتها الممرضة والناشطة النسوية والناشطة في حقوق تصويت المرأة بولين شابونييه شيس (1850 – 1934).
عُينت فريك كرامر عضوًا فخريًا، واستمرت في تكريس أنشطتها لتطوير القانون الدولي الإنساني: وانصب تركيزها على توسيع الاتفاقيات الدولية لتشمل حماية ضحايا الحرب العسكريين والمدنيين. وأصبحت واحدة من الأطراف الفاعلة الرئيسية المشاركة في صياغة اتفاقية جنيف لعام 1929 حول معاملة أسرى الحرب. وخلال مؤتمر دبلوماسي في يوليو من ذلك العام، كانت فريك كرامر الخبيرة الوحيدة المشاركة، وبالتالي، أول امرأة تشارك في صياغة مشروع اتفاقية جنيف. اعتُبرت المعاهدة ناجحة بجزء منها، لأن تنفيذها يعتمد على حسن نية الأطراف المتحاربة.
كان لها أيضًا دور بارز في «مشروع طوكيو» الذي يهدف إلى توفير الحماية للمدنيين من الدول «المعادية» المحاصرين في أراضي الطرف المناوئ من الحرب. وفي أكتوبر 1934، حضرت مع فان بيركم وزميلتهما لوسي أودييه المؤتمر الدولي الخامس عشر لحركة الصليب الأحمر في طوكيو نيابة عن اللجنة الدولية للصليب الأحمر. فقدمت فريك كرامر نص مشروع يحظر قمع الرهائن وترحيلهم وإعدامهم، ويمنح المحتجزين المدنيين الحماية ذاتها التي يتمتع بها أسرى الحرب. ووافق المؤتمر على المشروع وكلف اللجنة الدولية للصليب الأحمر بتنظيم مؤتمر دبلوماسي لإقراره. ونظرًا لاعتراض الحكومتين البريطانية والفرنسية، لم ينعقد المؤتمر أبدًا.
وبسبب نظام معسكرات الاعتقال الناشئ في ألمانيا النازية، قررت اللجنة الدولية للصليب الأحمر في مارس 1935 تحويل مجموعة العمل الخاصة بالمدنيين إلى فريق معني بالسجناء السياسيين. وكانت فريك كرامر عضوًا في كليهما. وفي سبتمبر 1935، أثناء اجتماع لقيادة اللجنة الدولية للصليب الأحمر نوقش فيه موقف المنظمة تجاه نظام المعسكرات قبل زيارة الوفد، «صرحت الامرأتان المشاركتان في الاجتماع، سوزان فيرييه ورينيه مارغريت فريك كرامر، أن أقل ما يمكن للجنة الدولية للصليب الأحمر أن تفعله هو السعي الدؤوب لنقل الأخبار إلى عائلات السجناء». ومع ذلك، فإن الوفد بقيادة كارل جاكوب بوركهارت، لم يقدم في النهاية سوى «نقد معتدل» لمضيفيه النازيين.